# Bakas
Bakas is een bestuurslaag in het regentschap Klungkung van de provincie Bali, Indonesië. Bakas telt 1754 inwoners (volkstelling 2010).